# Мартіна Брандл
Мартіна Брандль (народилася 16 травня 1966, Гайслінген-ан-дер-Штайге) — німецька артистка кабаре, письменниця та співачка.

## Кар'єра
Після закінчення Michelberggymnasium у Гайслінген-ан-дер-Штайге та навчання ділового кореспондента, вона прийшла до вуличного театру через чечітку та жонглювання.
З 1992 року вона активно виступає на сцені. Починаючи з 1993 року, протягом шести років вона виступала як співачка та танцівниця в мюзиклах і ревю в Theatre des Westens. Також вона була солісткою сцени берлінського кабаре. У 1995 році вона представила свою першу кабаре-програму під назвою «Cabaret Kebap — Hot Hits & Cold Döner» (в дуеті з Маріо Еккардтом). З того часу вона виступила з десятьма сольними програмами, отримала сім кабаре-премій і відзначилася десятьма роками як озвучування Ангели Меркель у національних радіокомедіях Spotting Image.
Мартіна Брандл стала відомою на всю країну завдяки своєму власному шоу Crème Frech на WDR, як члену консультативної групи Dings vom Dach і регулярним гостям у таких шоу, як 7 Days, 7 Heads, Alfons and Guests, Quatsch Comedy Club і Ladies Night.
З 2022 року вона подорожує країною зі своєю десятою сольною програмою brand(l)neu.
Її романи «Напівголі будівельники» (2006), «Гладкі круглі речі» (2008) та «Чорні апельсини» (2011) вийшли у видавництві Fischer Verlag. Її перша дитяча книга «Перша пригода Кіллі» була опублікована в жовтні 2012 року, а антологія «Фрау Брандл» скорочує її в грудні 2021 року. З осені 2022 року вона пише для Frankfurter Rundschau, а з червня 2023 року веде постійну колонку в Das Magazin.

## Нагороди
- 1997 — переможець конкурсу художників на фестивалі Толлвуд у Мюнхені
- 1997 – Сковорода Св. Інгберта
- 1998 — Приз Пантеон Бонн
- 1999 — Премія критиків від Berliner Zeitung
- 2000 — 1. Премія берлінського кабаре «Золота пляшка»
- 2003 — Tuttlinger Krähe (1 премія)
- 2015 — премія Baden-Württemberg Cabaret

## Публікації
- 1998 — CD Мартіна Брандл (дуофон)
- 2000 — CD Тільки не бійся (дуофонія)
- 1996 — Sampler On Other Stages — Пісні нової сцени берлінського кабаре та On Other Stages 2
- 1997 — Тім Фішер — живий виступ на Reeperbahn як автор пісні Dein Rohr
- 2002 — оповідання в Men Current і Salbader (літературний журнал берлінської читацької сцени)
- 2003 — Збірка оповідань «Що залишилося від Брандла».
- 2005—2008: Божевільна Меркель — королева Берліна
- 2006 — Роман Напівоголені будівельники, Scherz Verlag
- 2007 — Новели в Eulenspiegel, розстріл кориці (антологія, Fischerverlag)
- 2008 — Антологія Секс — Ніколи не було розмов про веселощі, Satyr Verlag
- 2008 — Антологія Dry Swamps, Fischer Verlag
- 2008 — Роман «Гладкі круглі речі», Scherz Verlag
- 2009 — Антологія Спочатку 1, потім 2, потім 3, потім 4, Fischer Verlag
- 2010 — Антологія Funny, funny, tralalalala, Rowohlt
- 2010 — Антологія Це був не я, це були гормони, Satyr Verlag
- 2011 — Роман «Чорні апельсини», Scherz Verlag
- 2012 — Антологія Відпустка з Dot Dot Dot, Rowohlt
- 2012 — Антологія Чи секс веселий? , сатир
- 2012 — Дитяча книга Перша пригода Кіллі, SSB
- 2013 — Сатира Менопауза — це не чоловічі роки в антології Поганий час між вставанням і ляганням, Rowohlt
- 2021 — Антологія. Пані Брандл тримається коротко
- 2022 — Антологія. Ніхто не має наміру встановлювати матріархат